# Ampliación la Hincada
Ampliación la Hincada är en ort i Mexiko.   Den ligger i kommunen Ciudad Valles och delstaten San Luis Potosí, i den centrala delen av landet, 300 km norr om huvudstaden Mexico City. Ampliación la Hincada ligger 228 meter över havet och antalet invånare är 1 850.
Terrängen runt Ampliación la Hincada är huvudsakligen kuperad, men den allra närmaste omgivningen är platt. Runt Ampliación la Hincada är det ganska tätbefolkat, med 78 invånare per kvadratkilometer. Ampliación la Hincada är det största samhället i trakten. I omgivningarna runt Ampliación la Hincada växer i huvudsak städsegrön lövskog.